# Il molo di Calais
Il molo di Calais, con pescatori francesi che escono in mare mentre arriva la nave postale inglese (Calais Pier) è un dipinto a olio su tela (172 x 240 cm) del pittore inglese William Turner, realizzato nel 1803 e conservato alla National Gallery di Londra.

## Storia
Turner presentò Il molo di Calais all'esposizione annuale della Royal Academy del 1803; egli, tuttavia, non riuscì a vendere il dipinto, a causa della richiesta economica valutata in 250 ghinee, ritenuta troppo esosa da Lord Gower che voleva comprarlo. Rimasta in possesso dell'artista, la tela passò alla Tate Gallery nel 1948 con il Lascito Turner 1856, per poi ritornare alla National nel 1956, passare nuovamente alla Tate nel 1961 e infine trovare la sua collocazione definitiva nel 1968 nelle collezioni della National Gallery, dov'è da allora esposta, presso la sala n. 34 (numero di inventario NG472).
L'opera nasce da uno spunto autobiografico dello stesso Turner, il quale - partito nel 1802 per il suo primo viaggio sul Continente - venne colto all'improvviso dal mare in burrasca nei pressi del porto di Calais. Toccata terra, l'artista decise di eseguire alcuni schizzi dei marinai che, coraggiosamente, si avventuravano tra i flutti. Sulla base di queste annotazioni grafiche eseguì Il molo di Calais, quadro dove è raffigurata una nave postale inglese gremita di passeggeri che si appresta ad approdare al molo della città francese, incurante della furia del mare. La parte superiore del dipinto è dominata da un cielo plumbeo carico di atroci presagi temporaleschi, che comunque lascia intravedere una porzione di cielo azzurro. Il molo di Calais, pertanto, si discosta dagli esiti nervosi e perturbanti de Il naufragio, quadro eseguito due anni dopo, nel 1805.
Il molo di Calais riscosse molto successo, non mancando di suscitare l'interesse della stampa (British Press del 9 maggio 1803) e l'entusiasmo del pubblico e di altri artisti. Non mancarono, tuttavia, alcune critiche, mosse anche dal Füssli che, pur riconoscendo il «grande spirito» che pervadeva l'opera, avanzò a malincuore alcune riserve circa l'eccessiva libertà del tocco e il carattere troppo trascurato e indefinito della composizione.